# 超人ニコラ
『超人ニコラ』（ちょうじんニコラ）は月刊娯楽雑誌『少年』（光文社）に1962年に連載された江戸川乱歩作の児童向け推理小説シリーズの1作である。ポプラ社の旧版では『黄金の怪獣』と改題されていた。

## 概要
『少年探偵団もの』及び『怪人二十面相もの』の最終編であり乱歩作品の最終作。乱歩はパーキンソン病を患っており、口述筆記によって書かれた（長男である平井隆太郎の妻が清書したとされる）。物語の結末は二十面相が獄中送りとなる過去に類似する展開であり、最終回を感じさせない内容となっている。
乱歩の戦前の非二十面相作品である『猟奇の巣』をベースにしている。

## あらすじ
114歳の老ドイツ人・二コラ博士は魔法博士を使って銀座の宝石店一家の人々の偽者を次々製造して本物の一家と入れ替え、日本中の宝石を手に入れようと画策する。宝石店一家の中学1年生の息子が少年探偵団のメンバーだったことから、少年探偵団の団長である小林少年が調査に乗り出すことになる。